# 11 de abril
11 de abril é o 101.º dia do ano no calendário gregoriano (102.º em anos bissextos). Faltam 264 dias para acabar o ano.

## Eventos históricos

1713: Europa após o Tratado de Utrecht

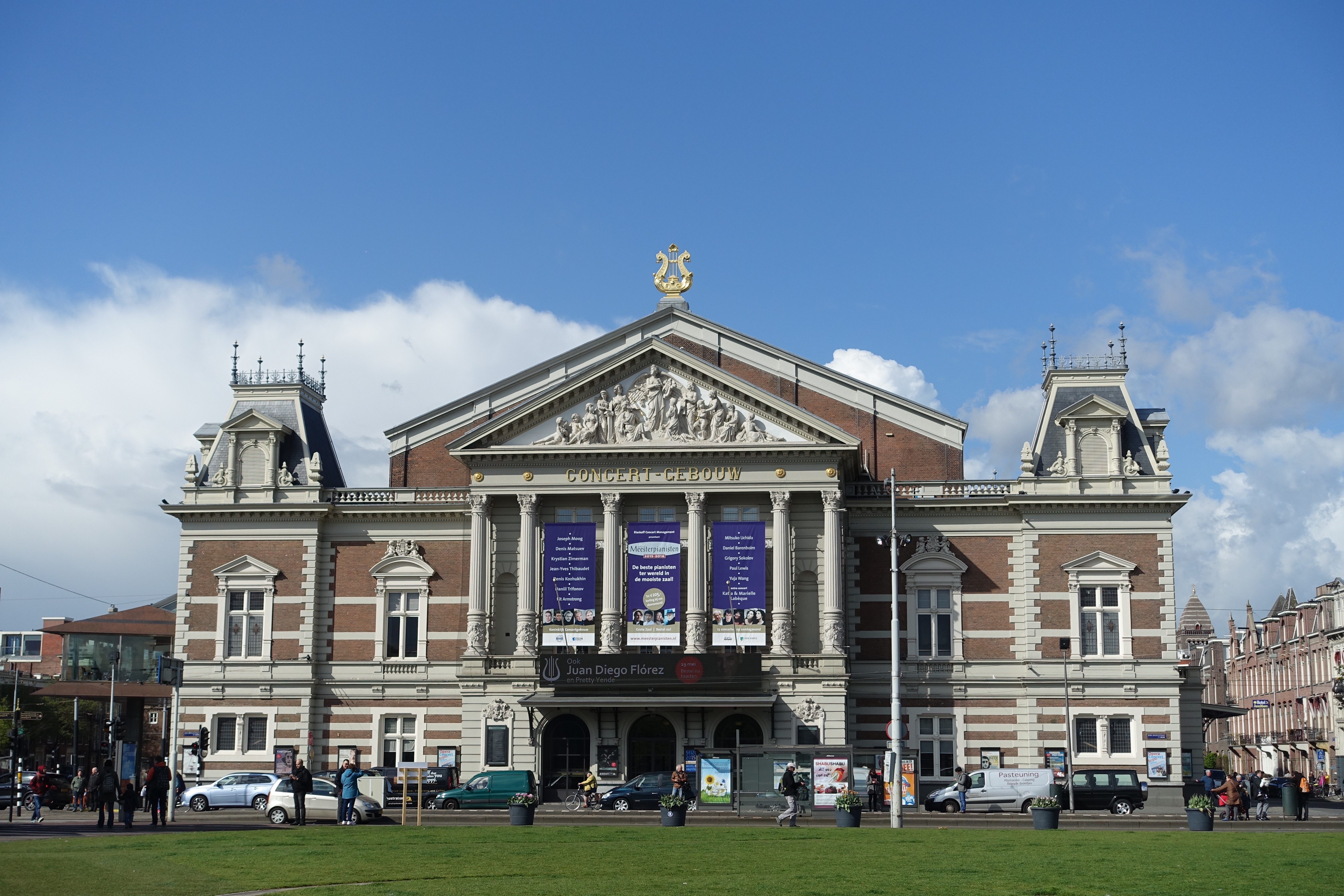
1888: Inauguração do Concertgebouw em Amsterdã

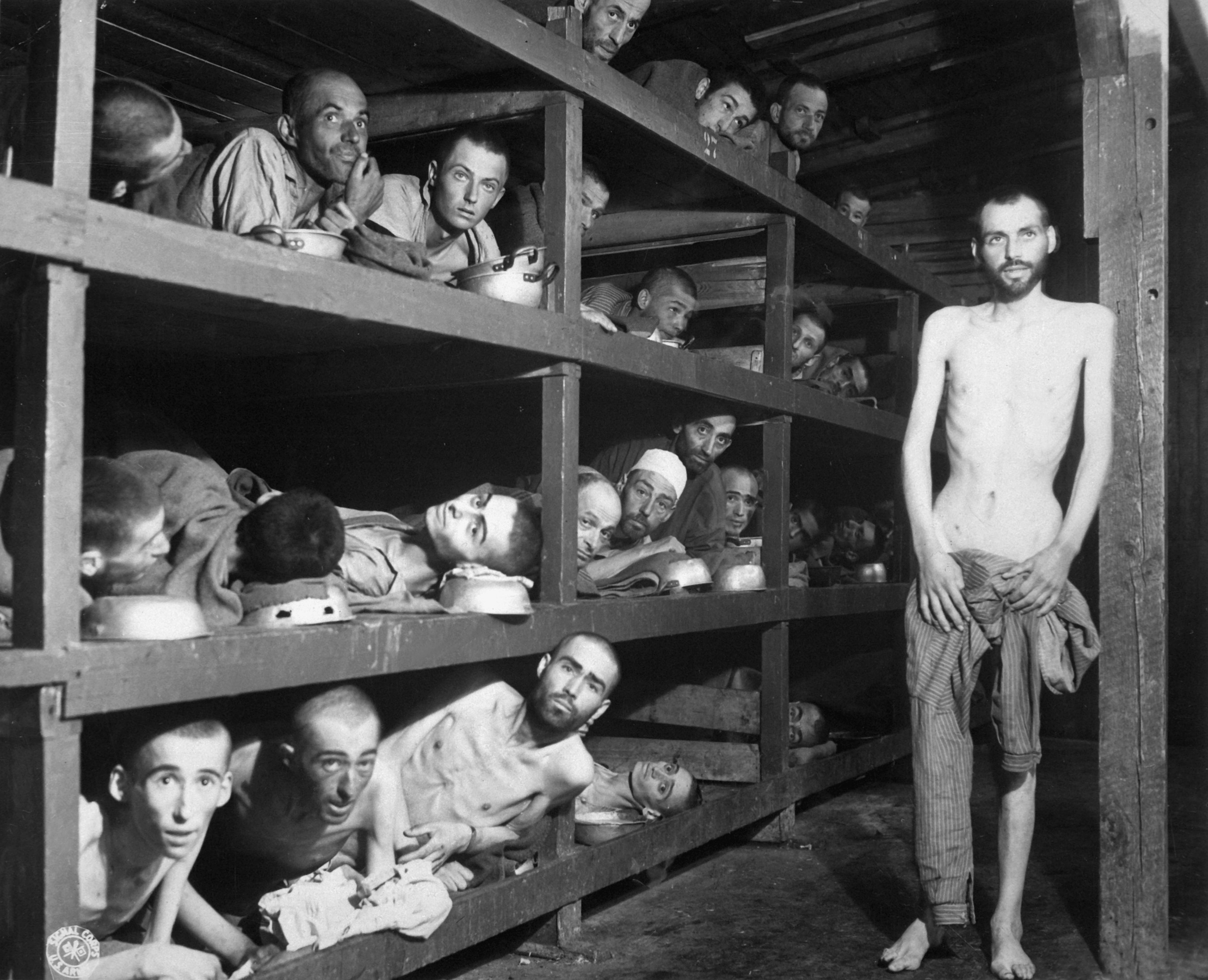
1945: Prisioneiros no campo de concentração de Buchenwald

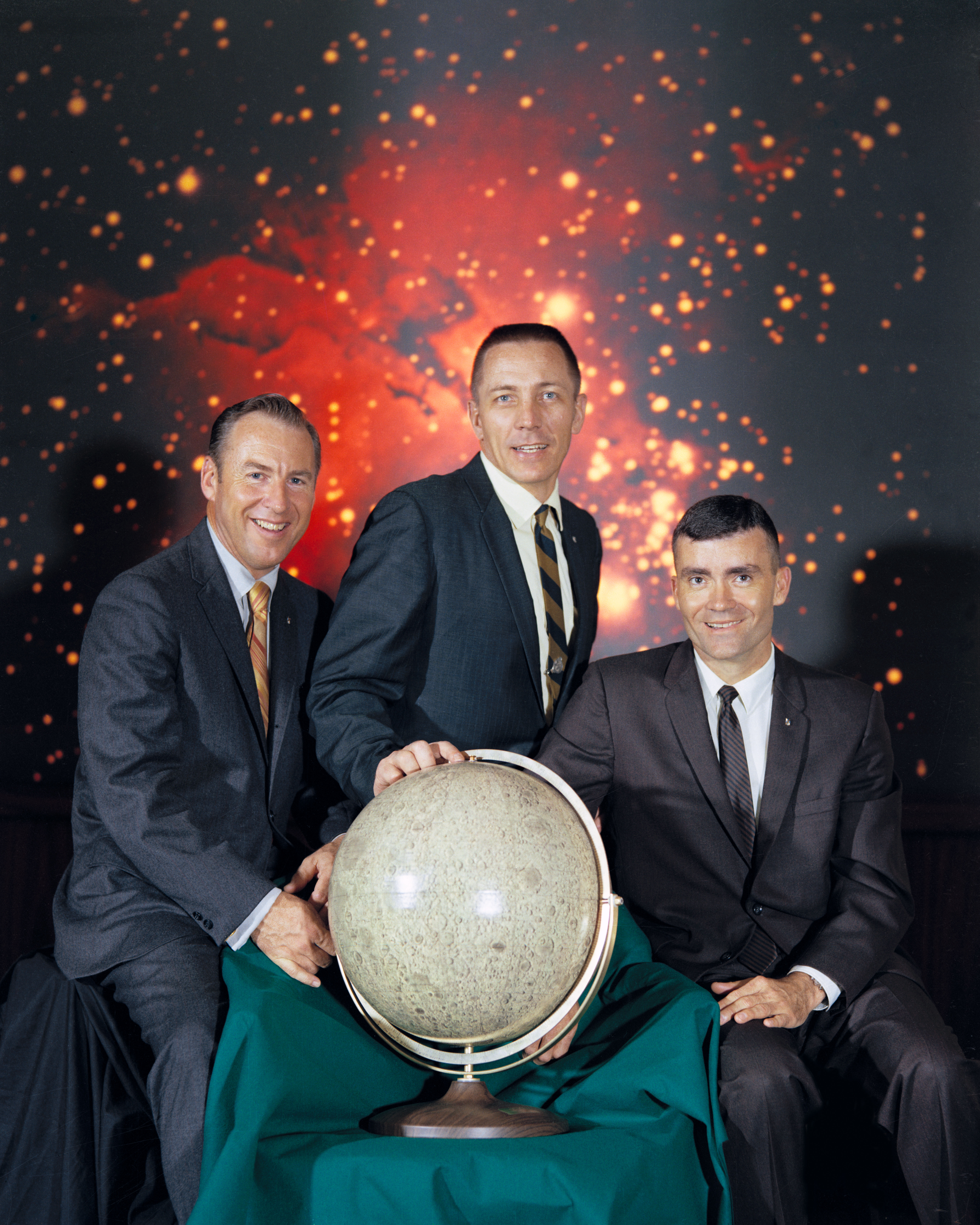
1970: Os astronautas da Apollo 13

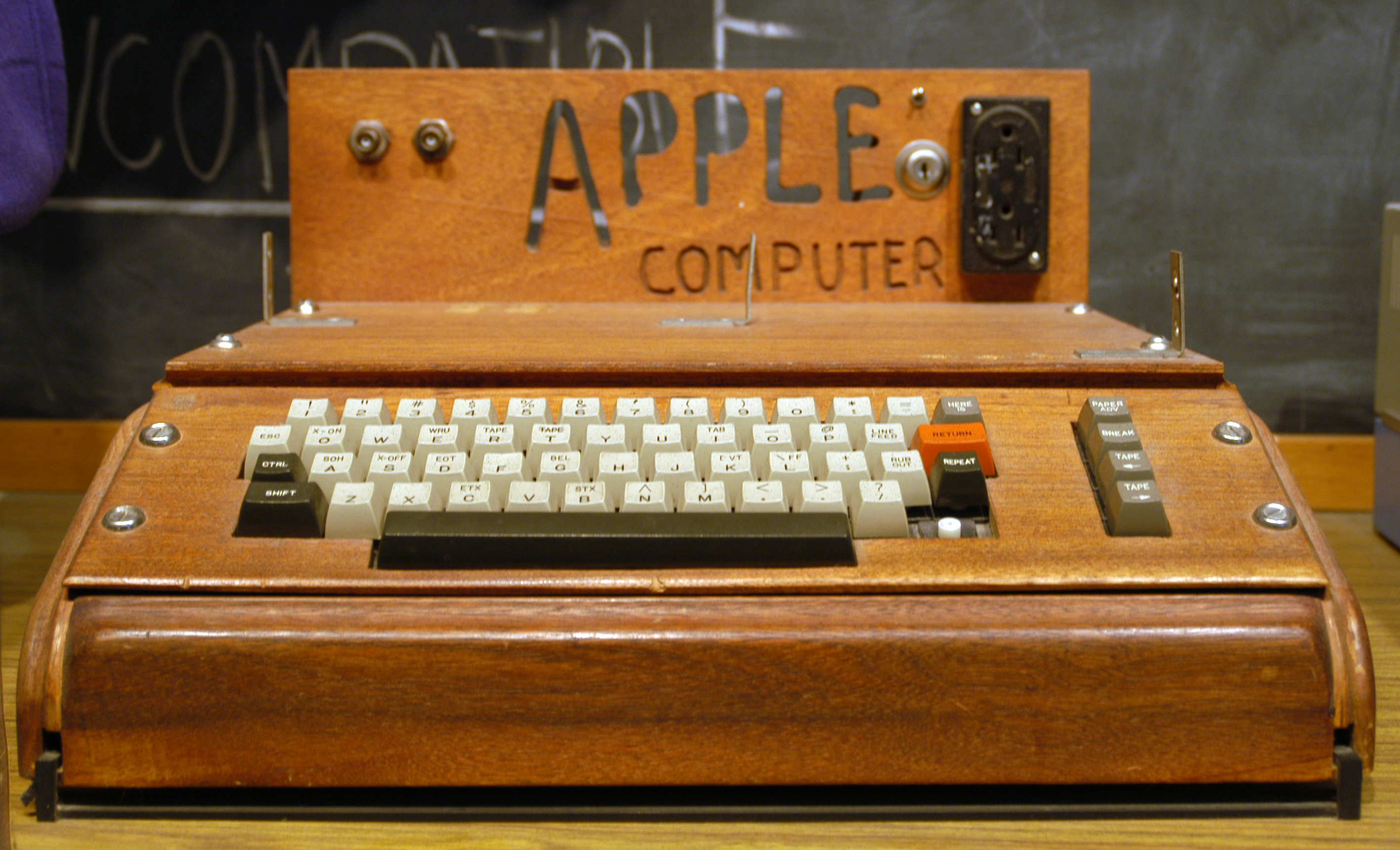
1976: Criação do computador pessoal Apple I

- 0491 — Flávio Anastácio torna-se imperador romano-oriental (bizantino) com o nome de Anastácio I.
- 1034 — O imperador Romano III Argiro é afogado em seu banho por ordem da imperatriz Zoé.
- 1079 — Bispo Estanislau de Cracóvia é executado por ordem de Boleslau II da Polônia.
- 1241 — Batu Cã, neto de Gengis Cã e cã da Horda Dourada, derrota Bela IV da Hungria na Batalha de Mohi.
- 1512 — Guerra da Liga de Cambrai: forças francesas lideradas por Gastão de Foix vencem a Batalha de Ravena.
- 1544 — Guerra Italiana de 1542-46: As forças francesas derrotaram o exército espanhol na Batalha de Ceresole.
- 1689 — O casal Guilherme III e Maria II são coroados como soberanos conjuntos da Inglaterra, Escócia e Irlanda.
- 1713 — França e Grã-Bretanha assinam o Tratado de Utrecht, pondo fim à Guerra da Sucessão Espanhola. A Grã-Bretanha aceita Filipe V como rei da Espanha, enquanto Filipe renuncia a qualquer reivindicação ao trono francês para se seus descendentes.
- 1727 — Estreia da Paixão segundo São Mateus, BWV 244, de Johann Sebastian Bach, na igreja de São Tomás, Leipzig.
- 1809 — Batalha das Estradas Bascas: o almirante Lord Gambier não apoia o capitão Lord Cochrane, levando a uma vitória britânica incompleta sobre a frota francesa.
- 1814 — O Tratado de Fontainebleau põe fim à Guerra da Sexta Coligação contra Napoleão Bonaparte, e obriga-o a abdicar incondicionalmente pela primeira vez.
- 1868 — O ex-xogum Tokugawa Yoshinobu entrega o Castelo Edo às forças leais ao Imperador Meiji do Japão, marcando o fim do governo do clã Tokugawa no Japão.
- 1888 — É inaugurado o Concertgebouw em Amsterdã.
- 1908 — É lançado o SMS Blücher, o último cruzador blindado construído pela Marinha Imperial Alemã.[1]
- 1909 — A cidade de Tel Aviv é fundada.[2]
- 1919 — Fundação da Organização Internacional do Trabalho.
- 1921 — Emir Abdullah estabelece o primeiro governo centralizado no recém-criado protetorado britânico da Transjordânia.
- 1923 — Fundação da Portela.
- 1933 — Entra em vigor a Constituição portuguesa de 1933, dando início ao Estado Novo. Na mesma data é nomeado o 1.º governo do Estado Novo, que continua a ser chefiado por António de Oliveira Salazar.
- 1935
  - Conferência de Stresa: abertura da conferência entre o primeiro-ministro britânico Ramsay MacDonald, o primeiro-ministro italiano Benito Mussolini e o ministro francês das Relações Exteriores Pierre Laval para condenar as violações alemãs do Tratado de Versalhes.
  - Luís Carlos Prestes chega ao Brasil, acompanhado de Olga Benário, em segredo com passaportes falsos.[3]
- 1945 — Segunda Guerra Mundial: as forças estadunidenses libertam o campo de concentração de Buchenwald.
- 1951
  - Pedra de Scone, a pedra sobre a qual monarcas escoceses eram tradicionalmente coroados, é encontrada no altar da Abadia de Arbroath. Ela havia sido retirada por estudantes nacionalistas escoceses do seu lugar na Abadia de Westminster.
  - Guerra da Coréia: o presidente dos Estados Unidos Harry S. Truman dispensou o general Douglas MacArthur do comando das forças norte-americanas na Coréia e no Japão.
- 1952 — Revolução Nacional Boliviana: rebeldes tomam o Palácio Quemado.[4]
- 1957 — O Reino Unido concorda com o autogoverno de Cingapura.
- 1961 — Começa o julgamento do nazista Adolf Eichmann em Jerusalém.
- 1963 — O Papa João XXIII publica a Pacem in Terris, a primeira encíclica dirigida a todos, em vez de somente aos católicos.
- 1964 — O candidato de consenso Humberto Castelo Branco é eleito presidente do Brasil por uma sessão conjunta do Congresso Nacional.
- 1970 — Lançamento da Apollo 13.
- 1976 — Criação do computador pessoal Apple I.
- 1979 — Deposto o presidente de Uganda, Idi Amin.
- 1986 — Tiroteio de Miami: um tiroteio em plena luz do dia no Condado de Miami-Dade, na Flórida, entre dois ladrões de carros blindados e os agentes do FBI.
- 1987 — O Acordo de Londres é assinado secretamente entre o ministro das Relações Exteriores de Israel, Shimon Peres, e o rei Hussein da Jordânia.
- 1990 — Funcionários da alfândega em Middlesbrough, Inglaterra, apreendem o que acreditam ser o cano de uma arma enorme em um navio com destino ao Iraque.
- 2002
  - Mais de duzentas mil pessoas marcham em Caracas em direção ao palácio presidencial de Miraflores, para exigir a renúncia do presidente Hugo Chávez. Dezenove dos manifestantes são mortos, e o ministro da Defesa, general Lucas Rincón anuncia a renúncia de Hugo Chávez pela TV nacional.
  - Atentado terrorista contra a sinagoga de la Ghriba na Tunísia mata 19 pessoas e fere 30.
- 2006 — O presidente iraniano, Mahmoud Ahmadinejad anuncia que o Irã enriqueceu com sucesso urânio.
- 2011
  - Crise na Costa do Marfim chega ao fim, depois de meses de luta, com a prisão do ex-presidente Laurent Gbagbo.
  - Uma explosão no metrô de Minsk, na Bielorrússia, mata 15 pessoas e fere outras 204.
- 2012 — Um sismo de magnitude 8,2 graus atinge a costa ocidental da Indonésia, próximo à província de Aceh, a uma profundidade de 16,4 km. Um tsunami atinge a ilha de Nias na Indonésia.
- 2018 — Um Ilyushin Il-76, que era de propriedade e operado pela Força Aérea argelina, cai perto de Boufarik, na Argélia, matando 257 pessoas.
- 2019
  - Omar al-Bashir é deposto como presidente do Sudão em um golpe de Estado depois de quase 30 anos no cargo, em meio a protestos em massa contra seu governo.
  - Beresheet se torna a primeira missão espacial privada a alcançar a Lua, mas cai durante a tentativa de pouso.
  - Julian Assange, fundador do WikiLeaks, é preso pela polícia britânica na embaixada equatoriana em Londres, em nome de autoridades dos Estados Unidos que buscam sua extradição.
- 2023 — A Força aérea da junta militar de Myamar promove ataque e deixa mais de 160 mortos durante a guerra civil.

## Nascimentos

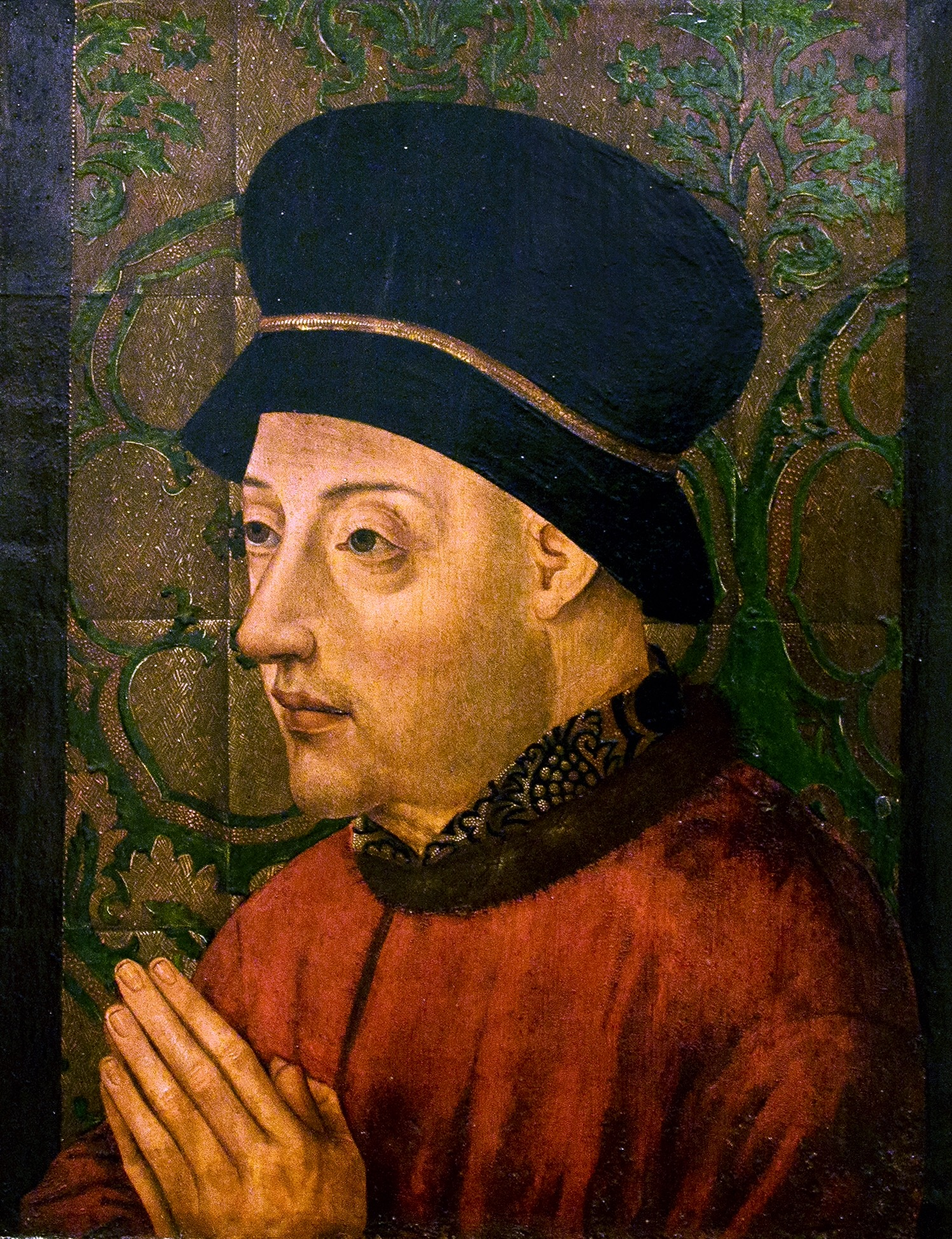
João I de Portugal

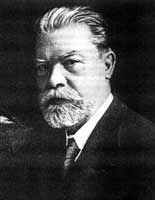
Emílio Ribas

### Anterior ao século XIX
- 0145 — Septímio Severo, imperador romano (m. 211).
- 1348 — Andrônico IV Paleólogo, imperador bizantino (m. 1385).
- 1357 — João I de Portugal (m. 1433).
- 1370 — Frederico I, Eleitor da Saxônia (m. 1428).
- 1492 — Margarida de Angoulême, rainha de Navarra (m. 1549).
- 1644 — Maria Joana Batista de Saboia (m. 1724).
- 1649 — Frederica Amália da Dinamarca, duquesa de Holsácia-Gottorp (m. 1704).
- 1682 — Jean-Joseph Mouret, compositor e maestro francês (m. 1738).
- 1721 — David Zeisberger, clérigo e missionário tcheco-americano (m. 1808).
- 1722 — Christopher Smart, ator, dramaturgo e poeta britânico (m. 1771).
- 1749 — Adélaïde Labille-Guiard, miniaturista e retratista francesa (m. 1803).
- 1755
  - James Parkinson, cirurgião, geólogo e paleontólogo britânico (m. 1824).
  - Manuel António Madureira e Cirne, abade e escritor português (m. 1833).

- 1770 — George Canning, advogado e político irlando-britânico (m. 1827).
- 1794 — Edward Everett, educador e político anglo-americano (m. 1865).
- 1798 — Macedonio Melloni, físico e acadêmico italiano (m. 1854).

### Século XIX
- 1806
  - Anastasius Grün, poeta e político austro-húngaro (m. 1876).
  - Pierre-Guillaume-Frédéric Le Play, sociólogo francês (m. 1882).
- 1811 — Emmanuel de Rougé, egiptólogo francês (m. 1872).
- 1813 — Carl Jaenisch, enxadrista russo (m. 1872).
- 1819 — Charles Hallé, pianista e maestro teuto-britânico (m. 1895).
- 1825 — Ferdinand Lassalle, filósofo e jurista alemão (m. 1864).
- 1852 — Bérenger Saunière, padre francês (m. 1917.
- 1856 — Arthur Shrewsbury, jogador de críquete e rugby britânico (m. 1903).
- 1862
  - Emílio Ribas, médico higienista brasileiro (m. 1925).
  - William Wallace Campbell, astrônomo e acadêmico americano (m. 1938).
  - Charles Evans Hughes, advogado e político americano (m. 1948).
- 1869 — Gustav Vigeland, escultor norueguês (m. 1943).
- 1871 — Gyula Kellner, corredor húngaro (m. 1940).
- 1872 — Aleksander Stavre Drenova, poeta albanês (m. 1947).
- 1888 — Arnold Ulitz, escritor alemão (m. 1971).
- 1892 — Juó Bananère, escritor brasileiro (m. 1933).
- 1893 — Dean Acheson, advogado e político americano (m. 1971).
- 1898 — Jerônimo Mazzarotto, bispo brasileiro (m. 1999).
- 1899 — Percy Julian, químico e acadêmico americano (m. 1975).
- 1900 — Sándor Márai, jornalista e autor húngaro (m. 1989).

### Século XX

#### 1901–1950
- 1905 — Attila József, poeta e educador húngaro (m. 1937).
- 1908
  - Jane Bolin, advogada e juíza americana (m. 2007).
  - Dan Maskell, tenista e locutor esportivo britânico (m. 1992).
- 1910 — António de Spínola, general e político português (m. 1996).
- 1912 — John Levy, baixista e empresário americano (m. 2012).
- 1913 — Oleg Cassini, estilista franco-americano (m. 2006).
- 1914
  - Norman McLaren, animador, diretor e produtor anglo-canadense (m. 1987).
  - Dorothy Lewis Bernstein, matemática americana (m. 1988).
- 1916 — Alberto Ginastera, pianista e compositor argentino-suíço (m. 1983).
- 1917 — José Datrino, pregador religioso brasileiro (m. 1996).
- 1920 — Emilio Colombo, advogado e político italiano (m. 2013).
- 1925 — Viola Liuzzo, ativista dos direitos civis americana (m. 1965).
- 1926 — Pete Lovely, automobilista norte-americano (m. 2011).
- 1929 — Almino Afonso, político brasileiro.
- 1930
  - Nicholas F. Brady, empresário e político americano.
  - Anton LaVey, ocultista americano (m. 1997).
- 1931 — Johnny Sheffield, ator norte-americano (m. 2010).
- 1932 — Joel Grey, ator, cantor e dançarino americano.
- 1934 — Mark Strand, poeta, ensaísta e tradutor canadense-americano (m. 2014).
- 1937 — Jill Gascoine, atriz e escritora britânica (m. 2020).
- 1940
  - Thomas Harris, escritor e roteirista americano.
  - Władysław Komar, arremessador de peso e ator polonês (m. 1998).
- 1941 — Enzo Peri, militar brasileiro.
- 1942 — Anatoli Berezovoy, coronel, aviador e astronauta russo (m. 2014).
- 1943
  - Harley Race, lutador e treinador americano (m. 2019).
  - Frederick Bernard Henry, prelado canadense (m. 2024).
- 1944 — John Milius, diretor, produtor e roteirista americano.
- 1947
  - Uli Edel, diretor e roteirista alemão.
  - Peter Riegert, ator, roteirista e diretor de cinema americano.
- 1949 — Bernd Eichinger, diretor e produtor alemão (m. 2011).
- 1950 — Dudu França, músico, cantor e compositor brasileiro.

#### 1951–2000
- 1953
  - Andrew Wiles, matemático e acadêmico britânico.
  - Guy Verhofstadt, político belga.
  - Lyubov Burda, ex-ginasta soviética.
- 1954 — Aleksandr Averin, ciclista e treinador azeri.
- 1955 — Michael Callen, cantor, compositor, autor e ativista da AIDS americano (m. 1993).
- 1958
  - Stuart Adamson, cantor, compositor e guitarrista britânico (m. 2001).
  - Lyudmila Kondratieva, velocista russa.
  - Luísa Diogo, política moçambicana.
- 1959 — Ana María Polo, advogada e juíza cubano-americana.
- 1960 — Jeremy Clarkson, jornalista e apresentador de televisão britânico.
- 1961
  - Vincent Gallo, ator, diretor, produtor e músico norte-americano.
  - Laurent Cantet, cineasta francês (m. 2024).
- 1963
  - Elizabeth Smylie, tenista australiana.
  - Jörg Woithe, nadador alemão.
- 1966
  - Lisa Stansfield, cantora, compositora e atriz britânica.
  - Zeca Baleiro, cantor e compositor brasileiro.
- 1968
  - Pit Passarell, músico argentino.
  - Rubén da Silva, treinador e ex-futebolista uruguaio.
- 1969
  - Cerys Matthews, cantora e compositora britânica.
  - Janeth Arcain, ex-basquetebolista brasileira.
- 1971 — Oliver Riedel, baixista alemão.
- 1972
  - Balls Mahoney, lutador americano (m. 2016).
  - Jason Varitek, jogador e empresário de beisebol americano.
- 1973 — Jennifer Esposito, atriz e escritora americana.
- 1974
  - Àlex Corretja, ex-tenista e técnico espanhol.
  - Trot Nixon, jogador de beisebol e locutor esportivo americano.
  - Tricia Helfer, modelo e atriz canadense.
  - Matt Holland, futebolista irlandês.
- 1976
  - Antonio Pacheco, futebolista ítalo-uruguaio.
  - Tcheco, futebolista brasileiro.
- 1977
  - Cris Vianna, atriz e ex-cantora brasileira.
  - DJ Fresh, produtor musical, DJ e músico britânico.
- 1978
  - Josh Hancock, jogador de beisebol americano (m. 2007).
  - Ruy Cabeção, futebolista brasileiro.
- 1980 — Mark Teixeira, jogador de beisebol norte-americano.
- 1981
  - Alessandra Ambrósio, modelo brasileira.
  - Luis Flores, jogador de basquete dominicano.
- 1983 — Nicky Pastorelli, automobilista neerlandês.
- 1984
  - Nikola Karabatić, jogador de handebol francês.
  - Junior Lima, músico, cantor e compositor brasileiro.
  - Kelli Garner, atriz norte-americana.
  - Hernán Barcos, futebolista argentino.
- 1985
  - Lance Davids, futebolista sul-africano.
  - Pablo Hernández, futebolista espanhol.
  - Yohei Toyoda, futebolista japonês.
  - Lee Keun-ho, futebolista sul-coreano.
- 1986
  - Lena Schöneborn, pentatleta alemã.
  - Gregório Duvivier, ator brasileiro.
- 1987
  - Lights, cantora e compositora canadense.
  - Osvaldo, futebolista brasileiro.
  - Joss Stone, cantora, compositora e atriz britânica.
- 1988 — Gil Servaes, futebolista belga.
- 1989 — Zola Jesus, cantora americana.
- 1990 — Thulani Serero, futebolista sul-africano.
- 1991
  - Andreea Grigore, ginasta romena.
  - Thiago Alcántara, futebolista ítalo-espanhol.
  - Eduardo Vieira, youtuber brasileiro.
- 1994 — Dakota Blue Richards, atriz britânica.
- 1996 — Dele Alli, futebolista britânico.
- 1997 — Ana Clara Lima, repórter, apresentadora e atriz brasileira.
- 2000 — Morgan Lily, atriz estadunidense.

### Século XXI
- 2000 — Karina, cantora sul-coreana.
- 2001 — Manuel Ugarte, futebolista uruguaio.
- 2005 — Danielle, cantora sul-coreana.
- 2007 — Ahyeon, cantora sul-coreana.

## Mortes

### Anterior ao século XIX
- 0618 — Sui Yangdi, imperador chinês da dinastia Sui (n. 569).
- 0678 — Papa Dono (n. 610).
- 1034 — Romano III Argiro, imperador bizantino (n. 968).
- 1077 — Anawrahta, rei da Birmânia e fundador do Império Pagã (n. 1014).
- 1079 — Estanislau de Szczepanów, bispo e santo polonês. (n. 1030).
- 1165 — Estêvão IV da Hungria (n. 1133).
- 1240 — Llywelyn, o Grande, príncipe galês (n. 1172).
- 1447 — Henrique Beaufort, cardeal inglês (n. 1374).
- 1512 — Gastão de Foix, Visconde de Narbona (n. 1489).
- 1554 — Thomas Wyatt, líder rebelde inglês (n. 1521).
- 1607 — Bento de Góis, jesuíta e explorador português (n. 1562).
- 1712 — Ricardo Simon, sacerdote e crítico francês (n. 1638).
- 1760 — Maurício de Anhalt-Dessau, príncipe alemão (n. 1712).
- 1783 — Nikita Panin, político polaco-russo (n. 1718).

### Século XIX
- 1856 — Juan Santamaría, herói costarriquenho (n. 1831).
- 1882 — Joaquim Manuel de Macedo, escritor, teatrólogo e político brasileiro (n. 1820).
- 1890 — Joseph Merrick, cidadão britânico com graves deformidades (n. 1862).
- 1895 — Julius Lothar Meyer, químico alemão (n. 1830).
- 1900 — Bezerra de Menezes, médico, escritor e político brasileiro (n. 1831).

### Século XX
- 1903 — Gemma Galgani, mística e santa italiana (n. 1878).
- 1908 — Henry Bird, jogador de xadrez e escritor britânico (n. 1829).
- 1914 — Elena Guerra, freira e santa italiana (n. 1835).
- 1916 — Richard Harding Davis, jornalista e escritor americano (n. 1864).
- 1918 — Otto Wagner, arquiteto e urbanista austríaco (n. 1841).
- 1926 — Luther Burbank, botânico e acadêmico americano (n. 1849).
- 1958 — Marcel Pilet-Golaz, político suíço (n. 1889).
- 1962
  - Ukichiro Nakaya, físico e acadêmico japonês (n. 1900).
  - George Poage, atleta e educador americano (n. 1880).
- 1967 — Donald Sangster, advogado e político jamaicano (n. 1911).
- 1970 — Cathy O'Donnell, atriz americana (n. 1923).
- 1977 — Jacques Prévert, poeta e roteirista francês (n. 1900).
- 1982 — Waldir Calmon, pianista brasileiro (n. 1919).
- 1983 — Dolores del Río, atriz mexicana (n. 1904).
- 1985 — Enver Hoxha, educador e político albanês (n. 1908).
- 1987
  - Erskine Caldwell, romancista e contista americano (n. 1903).
  - Primo Levi, químico e escritor italiano (n. 1919).
- 1990 — Helio Smidt, empresário brasileiro (n. 1926).
- 1992 — Eve Merriam, escritora e poetisa americana (n. 1916).

### Século XXI
- 2002 — Armando Cortez, ator português (n. 1928).
- 2005
  - László Nagy, patinador artístico húngaro (n. 1927).
  - Lucien Laurent, futebolista francês (n. 1907).
- 2006 — Proof, rapper e ator americano (n. 1973).
- 2007
  - Roscoe Lee Browne, ator e diretor americano (n. 1922).
  - Ronald Speirs, coronel anglo-americano (n. 1920).
  - Kurt Vonnegut, romancista, contista e dramaturgo estadunidense (n. 1922).
- 2009
  - Carlos Wilson Rocha de Queirós Campos, político brasileiro (n. 1950).
  - Corín Tellado, escritora espanhola (n. 1927).
  - Jimmy Neighbour, futebolista britânico (n. 1950).
- 2011 — Larry Sweeney, lutador e empresário americano (n. 1981).
- 2012 — Ahmed Ben Bella, soldado e político argelino (n. 1916).
- 2013
  - Hilary Koprowski, virologista e imunologista polonês-americano (n. 1916).
  - Clorindo Testa, arquiteto ítalo-argentino (n. 1923).
  - Jonathan Winters, comediante, ator e roteirista americano (n. 1925).
- 2014 — Lou Hudson, jogador de basquete e locutor esportivo americano (n. 1944).
- 2015 — François Maspero, jornalista e escritor francês (n. 1932).
- 2017 — Mark Wainberg, pesquisador e ativista da AIDS canadense (n. 1945).
- 2020 — John Conway, matemático britânico (n. 1937).

## Feriados e eventos cíclicos
- Dia Mundial da Doença de Parkinson

### Portugal
- Feriado Municipal de Lagoa (Açores)

### Brasil
- Dia do Infectologista
- Dia da Escola de Samba
- Aniversário de Guaraí, Tocantins
- Aniversário de Tapejara (Paraná)
- Aniversário de Nova Bréscia, Rio Grande do Sul
- Aniversário de Cafelândia (São Paulo)

### Cristianismo
- Antipas de Pérgamo
- Elena Guerra
- Estanislau de Szczepanów
- Gemma Galgani

## Outros calendários
- No calendário romano era o 3.º dia (III) antes dos idos de abril.
- No calendário litúrgico tem a letra dominical C para o dia da semana.
- No calendário gregoriano a epacta do dia é xviii.